# Val Cenis
Val Cenis is een skigebied in Frankrijk, opgericht door de twee dorpen Lanslebourg-Mont-Cenis en Lanslevillard in de Maurienne.

## 1950 - 2008
Oorspronkelijk was het skigebied vernoemd naar de vallei onderaan de Col du Mont-Cenis. In 1975 werd de zettellift "Met" geopend. Deze werd in 2004 vervangen en gaat vandaag nog steeds naar het hoogste punt van het skigebied, de Col de la Met op 2730 meter hoogte. Deze col ligt even ten westen van de Signal du Grand Mont-Cenis (3371 m). Vanaf de Col de la Met heeft men een mooi uitzicht op het plateau van de Mont-Cenis.
Het skigebied omhelsde rond de eeuwwisseling ongeveer 60 kilometer aan pistes die tot in de beide dorpjes gaan. Er was een pendeldienst alias skibus tussen de dorpen.

## Na de fusie met Termignon
In 2008 werd een verbinding tot stand gebracht met het skigebied van Termignon. Hierdoor ontstond een eengemaakt skigebied. Nadien werd het langlaufaanbod in le Planay (Bramans) en Sardières eveneens geïntegreerd in het wintersportaanbod van Val Cenis. Sindsdien verwijst de naam "Val Cenis" voor de vallei ten noorden van het Mont-Cenismassief, net zoals voor de in 2017 opgericht fusiegemeente Val-Cenis.

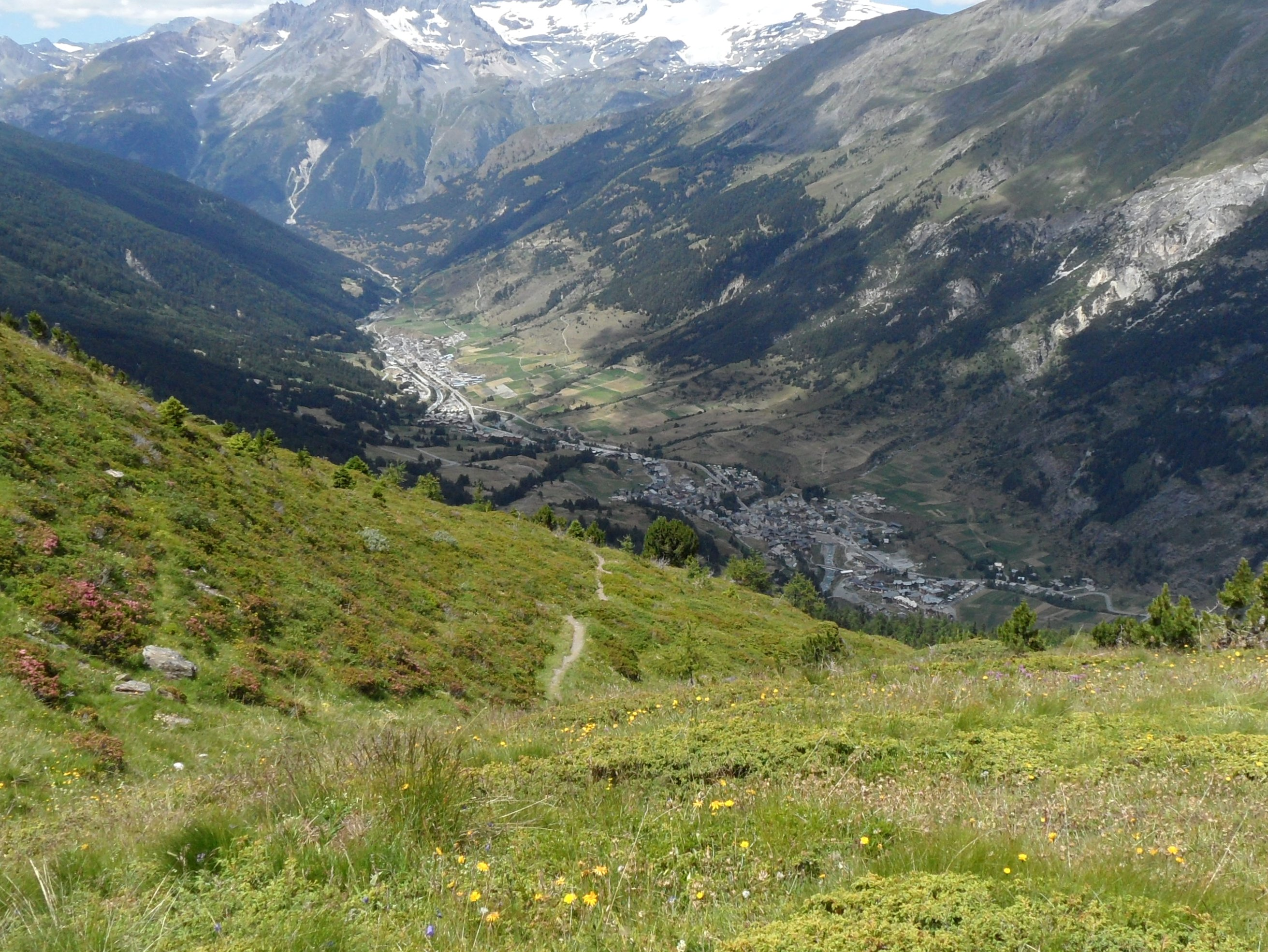
Het gebied van Val Cenis